# Admonter Reichenstein
Der Admonter Reichenstein ist ein Berg in den Ennstaler Alpen in der Steiermark und der höchste und östlichste Berg der Reichensteingruppe. Eine Besteigung des Berges erfordert zumindest Kletterei im II. Grad.

## Topographie
Der Admonter Reichenstein besitzt drei Gipfel, diese sind von West nach Ost das Admonter Horn 2184 m, der Reichensteingipfel 2251 m ü. A. und  das Totenköpfl 2178 m. Das Admonter Horn ist vom Hauptgipfel durch den Reichensteinsattel 2170 m getrennt. Das Totenköpfl ist durch die Reichensteinscharte 2100 m vom Reichensteingipfel getrennt. Der Berg ist auf allen Seiten von steilen Wänden und Abbrüchen umgeben. Vom Sparafeld im Westen ist der Reichenstein durch die Wildscharte 1903 m getrennt.

## Aufstiege
Der Normalweg auf den Reichenstein führt von der Mödlinger Hütte auf einem Steig zum Herzmann-Kupfer-Kreuz, ehe er dann teilweise über Plattenschüsse (Herzmann-Kupfer-Platte) in den Bereich der Südschlucht unterhalb der Reichensteinscharte quert. Der weitere Anstieg vollzieht sich zuerst durch diese Schlucht und dann über Schrofen, ehe man den Südgrat überquert und zum Schluss über leichtes Schrofengelände zum Gipfelkreuz ansteigt. Die Querung einer Platte und eine kurze senkrechte Stelle in der Schlucht verlangen Klettereien im II. Grad. Das Totenköpfl ist von der Reichensteinscharte aus in kurzer Kletterei erreichbar, eine Stelle ist im unteren III. Grad.
Neben dem Normalweg bietet der Reichenstein eine Fülle von Kletterrouten verschiedener Schwierigkeiten, unter ihnen der Südgrat (eine Stelle IV, ansonsten leichter), der Westgrat (III, brüchig), oder der Nordostpfeiler (VI-, V+).
Eine weitere Klettertour auf den Reichenstein führt über den Ostgrat auf das Totenköpfl (III), hier seilt man in die Reichensteinscharte ab, und klettert anschließend durch die Reichenstein Ostwand (meist I-II, max. III, aber sehr Steinschlaggefährdet) fast direkt unters Gipfelkreuz.

## Geologie
Der Gipfel des Admonter Reichensteins wird wie auch Sparafeld und Kalbling aus Dachsteinkalk gebildet, der im Gegensatz etwa zur Hochtorgruppe hier kaum gebankt ist, da es sich um Riffkalk handelt. An der Nordseite des Reichensteins lässt sich die ursprüngliche Reihenfolge vom Dachsteinkalk über Raibler Schichten, Ramsaudolomit und Werfener Schichten beobachten. An der Südseite ist diese Folge durch eine Störung abgeschnitten. Die Werfener Schichten fehlen hier fast völlig und es folgen unmittelbar die paläozoischen Gesteine der Grauwackenzone.

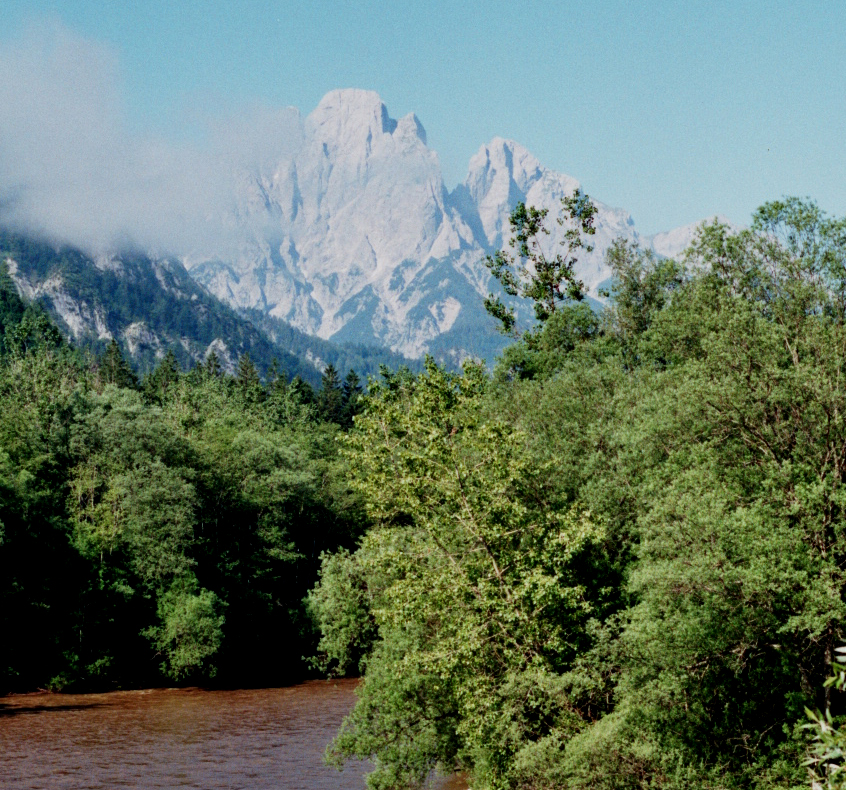
Der Admonter Reichenstein mit Totenköpfl, Reichenstein-Hauptgipfel und Admonter Horn von der Ennsbrücke bei Gstatterboden. Rechts vom Reichenstein das Sparafeld.
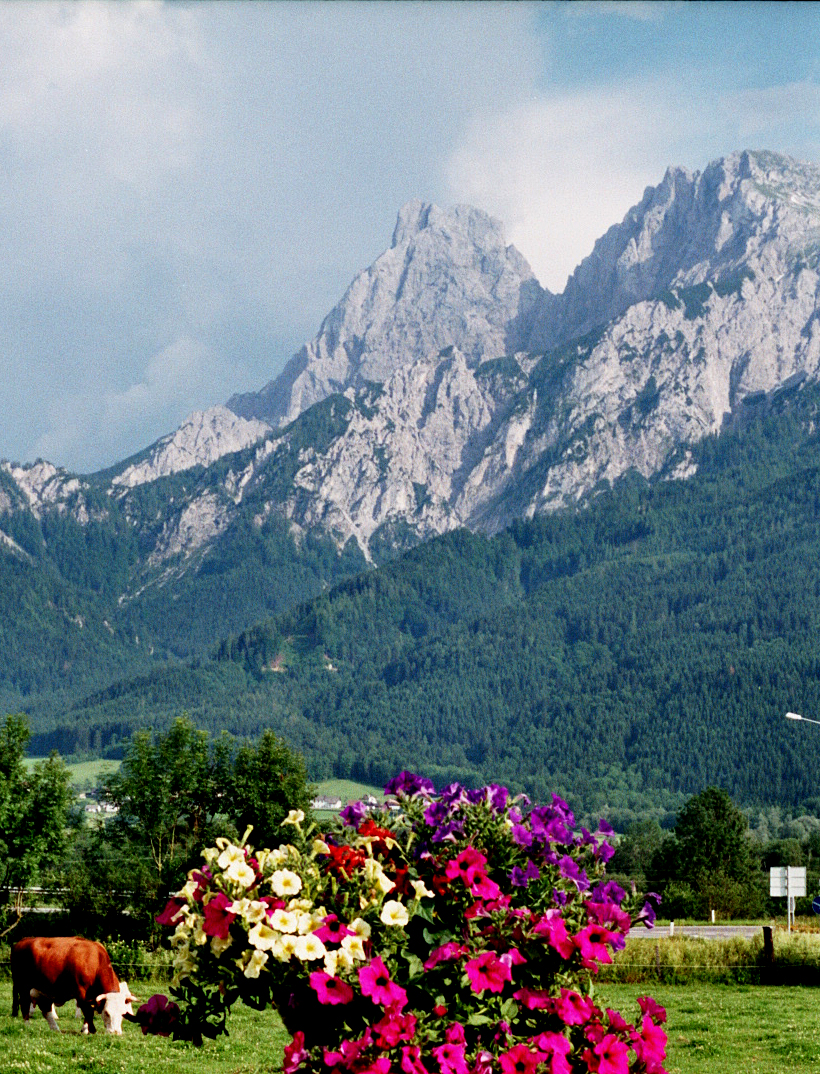
Blick von Weng in Richtung Süden zum Admonter Reichenstein (links) und Sparafeld (rechts)
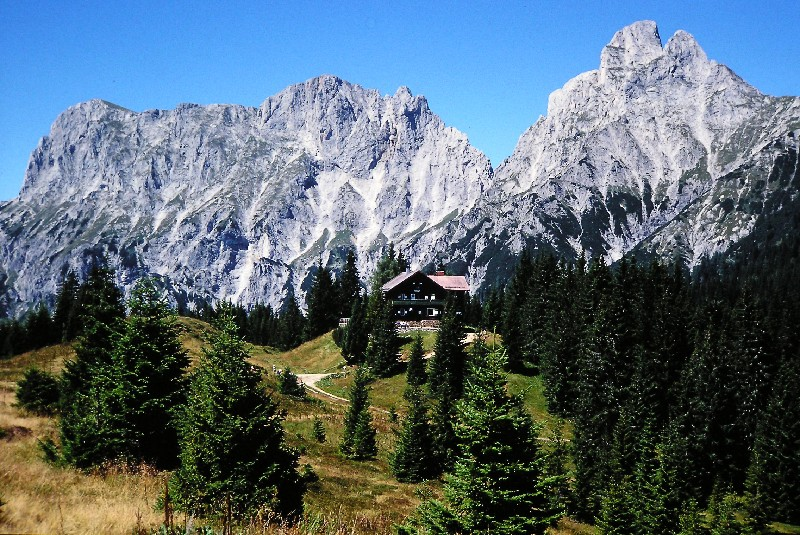
Blick von Südosten auf die Reichensteingruppe. Rechts der Admonter Reichenstein, rechts vom Hauptgipfel das Totenköpfl, links vom Reichenstein das Sparafeld und ganz links der Kalbling. Im Vordergrund die Mödlinger Hütte
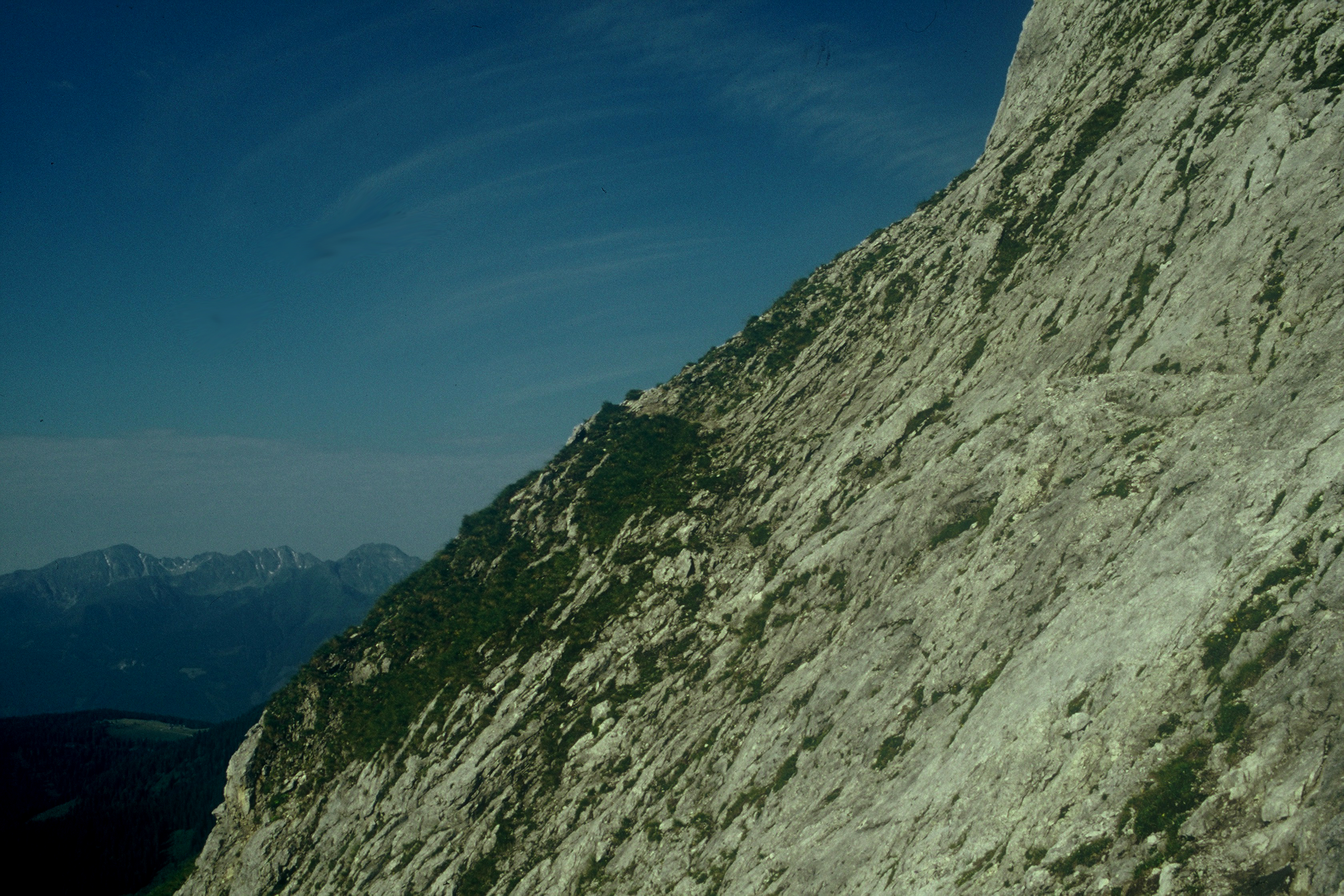
Die Herzmann-Kupfer-Platte. Die Querung dieser Platte ist eine der Schlüsselstellen am Normalweg.